# Fernand Lavergne
Pour les articles homonymes, voir Lavergne.
Auguste Jean Adolphe Edgar dit Fernand Lavergne est un homme politique français né le 21 janvier 1858 à Montredon-Labessonnié (Tarn) où il est décédé le 12 septembre 1945.

## Biographie
Fils de Bernard Barthélemy Martial Lavergne, député du Tarn de 1876 à 1889 et sénateur du Tarn de 1889 à 1900, il s'installe comme médecin dans sa commune natale. Il y devient conseiller municipal en 1912 et maire à partir de 1925. Il est conseiller général de 1910 à 1919 puis de 1928 à 1940.
Il est élu sénateur du Tarn en 1931, lors d'une élection partielle. Le 10 juillet 1940, il vote les pleins pouvoirs au maréchal Pétain.

## Sources
- « Fernand Lavergne », dans le Dictionnaire des parlementaires français (1889-1940), sous la direction de Jean Jolly, PUF, 1960 [détail de l’édition]
- Ressource relative à la vie publique :   - Sénat